# Grenlav
Grenlav (Evernia mesomorpha) är en lavart som beskrevs av William Nylander. Grenlav ingår i släktet Evernia och familjen Parmeliaceae.  Arten är reproducerande i Sverige. Inga underarter finns listade i Catalogue of Life.

## Källor

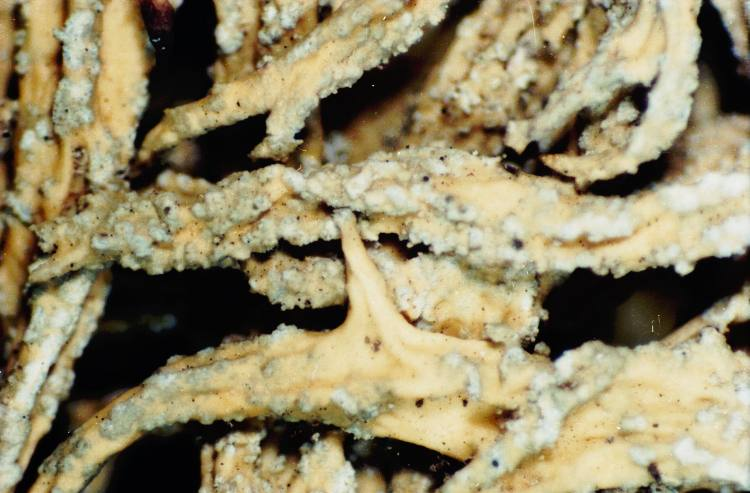
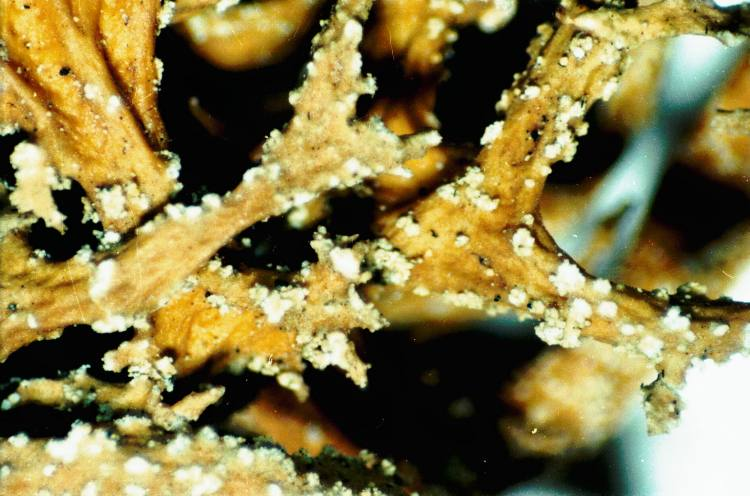
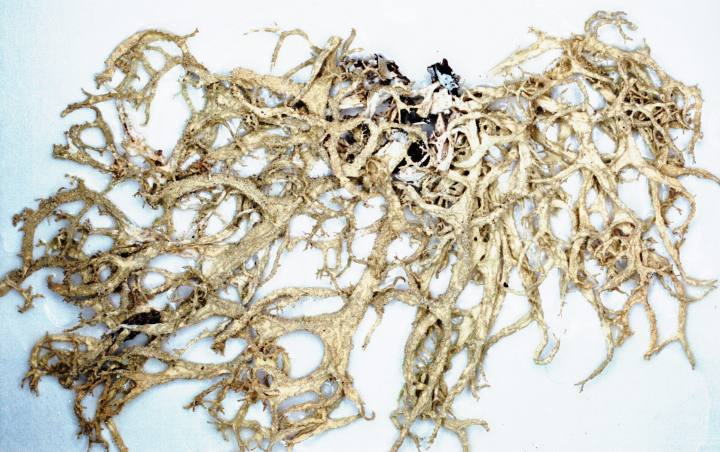
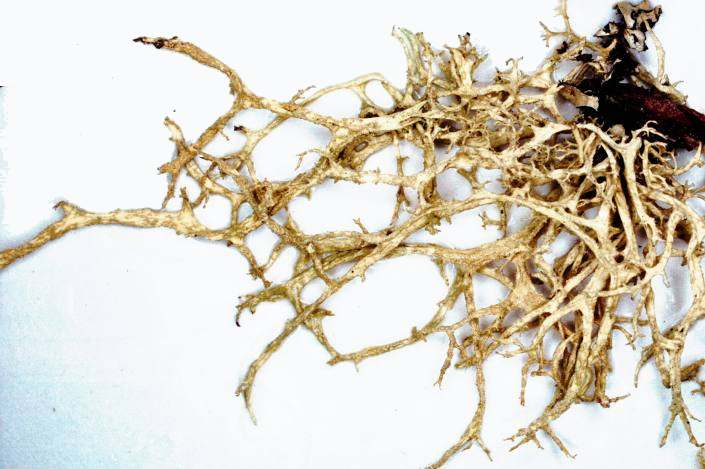
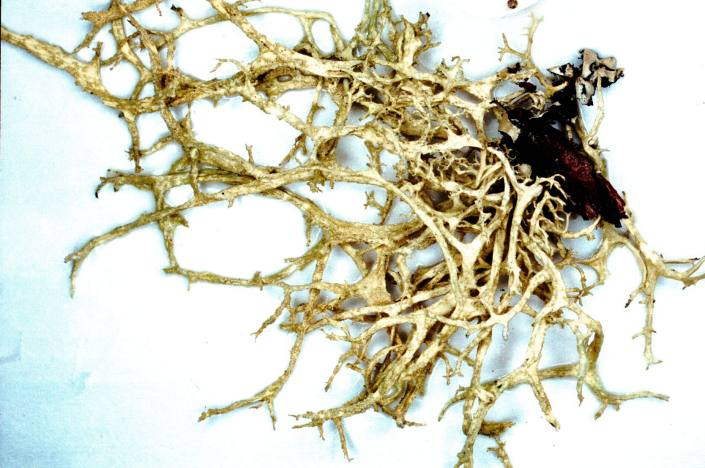
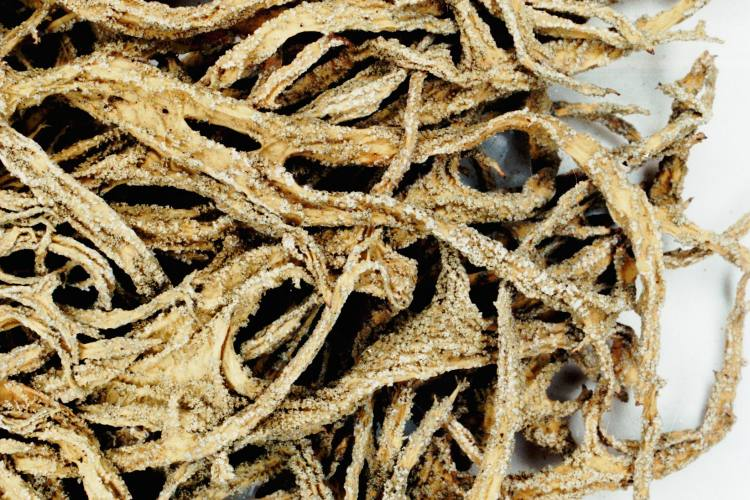